# 6 (število)
6 (šést) je naravno število, za katero velja 6 = 5 + 1 = 7 − 1.

## V matematiki
- najmanjše popolno število 6 = 1 + 2 + 3.
- najmanjše Zumkellerjevo število.
- drugo sestavljeno število.
- drugo polpraštevilo.
- drugo šestkotniško število {\displaystyle 6=2\left(2\cdot 2-1\right)}.
- tretje zelo sestavljeno število.
- tretje trikotniško število {\displaystyle 6=3(3+1)/2\,\!}.
- tretje podolžno število {\displaystyle 6=2\cdot 3=0+2+4\;\,}.
- tretje Schröderjevo število.
- peto Ulamovo število {\displaystyle 6=2+4\,\!}.
- peto Størmerjevo število.
- osmersko število (oktaedrsko število).
- vseHarshadovo število.
- 1-avtomorfno število (baza 10).
- število različnih negibnih tromin.
- število stranskih ploskev kocke.

## V znanosti
- vrstno število 6 ima ogljik (C).

## Drugo

### Mitologija
- pri Akanih v Gani je šest sveto število boginje Asase Ja

### Leta
- 6 pr. n. št., 6, 2006

### Priimek
- Šest (priimek)